# 멀티 컬러 그래픽스 어레이
멀티 컬러 그래픽스 어레이(Multi-Color Graphics Array, MCGA)는 1986년 9월 2일에 출시된 IBM PS/2 모델 30과 이후 1987년 8월 11일에 출시된 모델 25의 메인보드에 내장된 비디오 하위 시스템이다. 독립형 MCGA 카드는 만들어지지 않았다.
MCGA는 모든 CGA 디스플레이 모드와 함께 60Hz의 화면 재생 빈도에서 640×480 흑백, 70Hz에서 256색(262,144의 18비트 RGB 팔레트 중)의 320×200을 지원한다. 디스플레이 어댑터는 HD-15라고도 하는 DE-15 커넥터를 사용한다.
MCGA는 256색 모드(VGA의 256색 모드를 MCGA라고도 함)가 있고 15핀 아날로그 커넥터를 사용한다는 점에서 VGA와 유사하다. PS/2 칩셋의 제한된 기능으로 인해 EGA 호환성 및 고해상도 다중 색상 VGA 디스플레이 모드가 불가능하다.
MCGA의 시기는 짧았다. PS/2 모델 25와 모델 30은 1992년에 단종되었으며 이 디스플레이 어댑터의 복제품을 생산한 유일한 제조업체는 엡손, Equity Ie 및 PSE-30이었다. 동시에 도입된 VGA 표준이 우수하다고 간주되었기 때문이다.